# Inarajan
Inarajan (czamorro: Inalåhan) – okręg administracyjny Guamu i jednocześnie jedna z miejscowości. Okręg ma powierzchnię 49 km², a zamieszkany jest przez 2273 osób (dane spisowe z 2010).
W okręgu znajdowała się stacja obserwacyjna misji Apollo.